# Arabie saoudite aux Jeux olympiques d'été de 2016
L'Arabie saoudite participe aux Jeux olympiques d'été de 2016 à Rio de Janeiro, au Brésil. Il s'agit de sa 11e participation aux Jeux olympiques d'été.

## Athlétisme

### Hommes

#### Course
| Athlètes                | Compétitions | Série          | Série | Demi-finales | Demi-finales | Finale  | Finale  |
| Athlètes                | Compétitions | Temps          | Rang  | Temps        | Rang         | Temps   | Rang    |
| ----------------------- | ------------ | -------------- | ----- | ------------ | ------------ | ------- | ------- |
| Abdullah Abkar Mohammed | 100 mètres   | 10 s 26        | 5e    | Éliminé      | Éliminé      | Éliminé | Éliminé |
| Mukhlid Alotaibi        | 5 000 mètres | 14 min 18 s 48 | 21e   | NC           | NC           | Éliminé | Éliminé |
| Tariq Ahmed Al-Amri     | 5 000 mètres | 14 min 26 s 90 | 21e   | NC           | NC           | Éliminé | Éliminé |

#### Concours
| Athlètes                  | Compétitions     | Série    | Série | Finale   | Finale  |
| Athlètes                  | Compétitions     | Résultat | Rang  | Résultat | Rang    |
| ------------------------- | ---------------- | -------- | ----- | -------- | ------- |
| Sultan Mubarak Al-Dawoodi | Lancer du disque | 54,84 m  | 33e   | Éliminé  | Éliminé |

### Femmes

#### Course
| Athlètes            | Compétitions | Tour préliminaire | Tour préliminaire | Série    | Série    | Demi-finales | Demi-finales | Finale          | Finale   |
| Athlètes            | Compétitions | Temps             | Rang              | Temps    | Rang     | Temps        | Rang         | Temps           | Rang     |
| ------------------- | ------------ | ----------------- | ----------------- | -------- | -------- | ------------ | ------------ | --------------- | -------- |
| Kariman Abuljadayel | 100 mètres   | 14 s 61           | 7e                | Éliminée | Éliminée | Éliminée     | Éliminée     | Éliminée        | Éliminée |
| Sarah Attar         | Marathon     | NC                | NC                | NC       | NC       | NC           | NC           | 3 h 16 min 11 s | 132e     |

### Escrime
| Athlète        | Compétition                | 1/32e de finale     | 1/16e de finale  | 1/8e de finale   | Quarts de finale | Demi-finales Classement 5-8 | Finale 3e place Classement 5e, 7e places | Rang |
| Athlète        | Compétition                | Adversaire Score    | Adversaire Score | Adversaire Score | Adversaire Score | Adversaire Score            | Adversaire Score                         | Rang |
| -------------- | -------------------------- | ------------------- | ---------------- | ---------------- | ---------------- | --------------------------- | ---------------------------------------- | ---- |
| Lubna al-Omair | Fleuret féminin individuel | Rochel Défaite 0-15 | Éliminée         | Éliminée         | Éliminée         | Éliminée                    | Éliminée                                 | 35e  |